# Зульцер, Соломон
Соломон Зульцер (нем. Salomon Sulzer; 30 марта 1804, Хоэнемс — 17 января 1890, Вена) — австрийский еврейский музыкальный деятель, кантор и композитор. При рождении носил фамилию Леви (нем. Levi); в 1813 году вся семья изменила её на «Зульцер» в память о городе Зульц, откуда она была родом. Отец виолончелиста Йозефа Зульцера.

## Биография
Соломон Зульцер с юных лет готовился к карьере кантора, в 1820 году занял этот пост в Хоэнэмсе. В 1826 году был приглашён венским раввином Исааком Манхаймером занять аналогичный пост в столице Австрии. В этом качестве Зульцер работал всю жизнь, получив широкую известность как реформатор синагогального пения. Он написал и составил ряд сборников еврейской духовной музыки — прежде всего, основательное двухтомное издание «Песнь Сиона» (Shir Tziyyon, Вена, 1845—1866).
Кроме того, Зульцер был не чужд и светского музицирования, славился как исполнитель вокальных сочинений Франца Шуберта, преподавал в Венской консерватории.
Изображен на австрийской почтовой марке 1990 года.